# The Gorilla Foundation
The Gorilla Foundation er en international NGO (non-profit) organisation, stiftet i 1976 af Francine Patterson (1947-), dyrepsykolog, professor, Ph.D. samt Ron Cohn, Ph.D.
Francine Patterson (1947-) arbejder som professor ved Santa Clara University. Hun har modtaget Rolex Award for Enterprise i 1978, Award for Outstanding Professional Service fra Preservation of the Animal World Society (PAWS) i 1986 og Kilby International Award i 1997.
Dr. Cohn har modtaget Ph.D fra University of Illinois og arbejder som cellebiolog ved Stanford Departments of Medicine and Pediatrics.

## Mission
Etablere kommunikation til offentligheden med henblik på at bevare gorillaerne fra udslettelse og inspirere vores børn til at skabe en bæredygtig fremtid for alle store aber.

## Finansiering
Arbejdet inden for The Gorilla Foundation bliver primært finansieret gennem donationer fra privatpersoner, fra fonde, selskaber og salg af uddannelsesmaterialer.

## Aktiviteter
Patterson ved The Gorilla Foundation har arbejdet med han-gorillaen Koko siden 1972, da hun fik tilladelsen af San Francisco Zoo til dette til brug for sin Ph.D-afhandling. da hun begyndte at lære den dengang 1-årige gorilla amerikansk tegnsprog. I 1976 kunne The Gorilla Foundation købe Koko og en anden han-gorilla (Michael) fra den zoologiske have. I 1979 da Ph.D-afhandlingen var færdig ved Stanford Universitet, lånte The Gorilla Foundation yderligere en han-gorilla, Ndume, fra Cincinnati Zoo. Denne gorilla skulle ikke indgå i tegnsprogprojektet, men indgå i Pattersons beskyttelsesprojekt af store aber. Petterson etablerede et abebeskyttelse - og center på 50 ha på Maui, Hawaii, hvor The Gorilla Foundations gorillaer skulle være. Koko kunne forstå 2000 ord og kunne anvende 1000 tegn på tegnsproget. Koko havde en IQ på 90, hvilket svarer til lidt under et gennemsnitmenneskes IQ. 